# Cynthia Wade
Cynthia Wade é uma cineasta, cinematografista e produtora cinematográfica americana. Como reconhecimento, foi nomeado ao Oscar 2013 na categoria de Melhor Documentário em Curta-metragem por Mondays at Racine.